# (8805) Petrpetrov
(8805) Petrpetrov est un astéroïde de la ceinture principale.

## Description
(8805) Petrpetrov est un astéroïde de la ceinture principale. Il fut découvert le 22 octobre 1981 à Naoutchnyï par Nikolaï Tchernykh. Il présente une orbite caractérisée par un demi-grand axe de 2,34 UA, une excentricité de 0,15 et une inclinaison de 2,8° par rapport à l'écliptique.

## Compléments